# Erdaocha (köpinghuvudort i Kina, Jilin Sheng, lat 42,87, long 127,49)
Erdaocha är en köpinghuvudort i Kina. Den ligger i provinsen Jilin, i den nordöstra delen av landet, omkring 220 kilometer sydost om provinshuvudstaden Changchun. Antalet invånare är 27 663. Befolkningen består av 12 763 kvinnor och 14 900 män. Barn under 15 år utgör 11,0 %, vuxna 15-64 år 80 %, och äldre över 65 år 7,0 %.
Runt Erdaocha är det ganska tätbefolkat, med 67 invånare per kvadratkilometer. Det finns inga andra samhällen i närheten. I omgivningarna runt Erdaocha växer i huvudsak blandskog.
Genomsnittlig årsnederbörd är 1 147 millimeter. Den regnigaste månaden är juli, med i genomsnitt 261 mm nederbörd, och den torraste är januari, med 11 mm nederbörd.